# Бухнер, Ганс
Ганс Эрнст Август Бухнер (нем. Hans Ernst August Buchner; 16 декабря 1850, Мюнхен — 5 апреля 1902) — немецкий врач, бактериолог, иммунолог, гигиенист. Брат Эдуарда Бухнера, Нобелевского лауреата по химии (1907).

## Биография
Учился медицине в Мюнхене и Лейпциге. В 1880 году защитил диссертацию. С 1883 года — профессор гигиены Мюнхенского Университета.

## Научная деятельность
Бухнер был сторонником гуморальной теории иммунитета. Известен работами по изучению бактерицидных свойств плазмы крови, которые объяснял наличием в крови алексинов — термолабильных белковых веществ.